# Автомагістраль А12 (Франція)
Автомагістраль A12, раніше відома як Автострада Бретані (англ. Motorway of Brittany), французька автотраса, розташована в Івліні, поблизу Парижа. Вона відгалужується від A13 (також відомої як Нормандська автомагістраль) на біржі, відомої як Трикутник де Рокенкур, розташованій у місті Бейї, і зливається з RN12 і RN10 у Буа-д'Арсі. Її загальна довжина 8,5 км. Доступ вільний.
З моменту будівництва її не подовжували, що робить її найстарішою французькою автострадою, яка залишилася на своєму первісному маршруті.

## Історія
Її історія почалася в 1934 році з публікації Плану Прост, який передбачав і без того щільну мережу автомагістралей в Іль-де-Франс. Тоді A12 був відомий як "Autoroute de Bretagne", що є посиланням на його близькість до сусіднього маршруту RN12, який тягнеться до Бретані. Його будівництво почалося в 1936 році з першої вирубки лісу на місці Трикутника де Рокенкура. Роботи припинилися з початком війни в 1939 році, були виконані лише земляні роботи. Роботи знову розпочалися у післявоєнний період і тривали до 1950 року.
З тих пір автомагістраль не зазнала істотних змін. Зміни, які відбулися, включають покриття ділянки на Сен-Сір-л'Еколь та розширення проїжджої частини до чотирьох смуг в одному напрямку та трьох в іншому. Саме на цій автомагістралі був встановлений один із перших автоматичних радарів в Івеліні.
У середньостроковій перспективі (2015–2020 рр.) планується розширення A12 до Аблі і А11. Передбачається, що маршрут пролягатиме навколо міста Трап. Після цього існуюча дорога N10 буде використана повторно.
Цей проект, започаткований ще в 2004 році міністром транспорту Жилем де Роб'єном, викликав серйозне занепокоєння серед місцевих жителів, зокрема жителів півдня Івліна. Вони виступають проти проєкту, оскільки вважають, що ця нова ділянка автомагістралі запровадить транзит важких вантажівок між автомагістралями A10/A11 і західним тунелем A86 (Рокенкур), з прогнозованим трафіком до 100 000 транспортних засобів на день. Інші заперечують проти розширення, яке перетинає регіональний парк Верхньої Валле де Шеврез. У 2006 році було організовано громадське обговорення.